# Victor Thorn

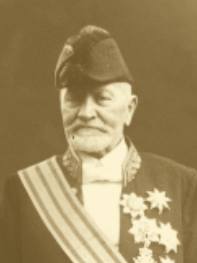
Victor Thorn

Victor Thorn (Esch-sur-Alzette, 31 januari 1844 - Luxemburg-Stad, 15 september 1930) was een Luxemburgs politicus.

## Vroege carrière
Thorn studeerde van 1863 tot 1866 rechten in Gent, Heidelberg en Dijon. Van 1867 tot 1883 was hij als advocaat werkzaam in Luxemburg-Stad. Thorn werd in 1883 procureur.
Van 1885 tot 1888 was Thorn lid van de Staatsraad. Van 22 september 1888 tot 26 oktober 1892 was hij minister van Openbare Werken onder President van de Regering Paul Eyschen. In 1899 werd hij procureur-generaal. Later werd Thorn opnieuw lid van de Staatsraad. Van 28 december 1914 tot 3 maart 1915 was hij voor het eerst voorzitter van de Staatsraad. Op 3 maart 1915 trad hij toe tot het kabinet-Mongenast, dat maar kortstondig aan de macht was. In de Regering-Mongenast was minister van Justitie en Openbare Werken. Van 6 november 1915 tot 24 februari 1916 was Thorn voor de tweede maal voorzitter van de Staatsraad.

## Premier
Thorn, een partijloos politicus met liberale sympathieën werd op 24 februari 1916 door groothertogin Maria Adelheid benoemd tot President van de Regering van een Regering van Nationale Eenheid die de conservatieve Regering-Loutsch, die geen meerderheid had in de Kamer van Afgevaardigden, opvolgde. De Regering van Nationale Eenheid was een brede coalitie bestaande uit de rooms-katholieke Parti de la Droite (Rechtse Partij), de Ligue Libérale (Liberale Liga) en Sozialdemokratesch Partei vu Lëtzebuerg (Sociaaldemocratische Partij van Luxemburg). In de regering was Thorn naast President ook directeur-generaal van Buitenlandse Zaken en Justitie.
De regering stelde, als gevolg van de Eerste Wereldoorlog, voedselrantsoenen in. De directeur-generaal van Landbouw, Industrie en Handel, de socialist Michel Welter, was verantwoordelijk voor het levensmiddelenbeleid, dat nogal omstreden was. De bevolking werd onrustig en de zwarte markt floreerde. Dit leidde tot het opzeggen van het vertrouwen in minister Welter door de Kamer van Afgevaardigden (22 december 1916). Premier Thorn was tegen het aftreden van Welter, omdat de enige socialist nu uit de regering stapte. Thorn vond een oplossing en benoemde de socialist Ernest Leclère in Welters plaats.
De vervanging van Welter door Leclère had weinig invloed op de stemming onder de bevolking, die gericht was tegen de Regering van Nationale Eenheid. In juni 1917 kon een mijnwerkersstaking slechts worden onderdrukt met behulp van de Duitse bezetter. Op 19 juni diende Thorn het ontslag van zijn regering aan. In de plaats van Thorn werd Léon Kauffman (PD) premier van een coalitie van de PD en de LL.

## Na zijn aftreden als premier
Na zijn aftreden als premier (hij was de laatste partijloze premier van Luxemburg) was Thorn van 6 november 1917 tot 24 februari 1930 voor de derde maal voorzitter van de Staatsraad. Van 1921 tot 1927 was hij ook lid van het Internationale Gerechtshof in Den Haag.
Victor Thorn overleed in september 1930 op 84-jarige leeftijd in de stad Luxemburg.